# Battle: Los Angeles
Battle: Los Angeles (bra: Invasão do Mundo: Batalha de Los Angeles; prt: Invasão Mundial: Batalha Los Angeles) é um filme estadunidense de 2011, dos gêneros ação (cinema), guerra e ficção científica, dirigido por Jonathan Liebesman, com roteiro de Christopher Bertolini.

## Elenco
- Michelle Rodriguez como Elena Santos
- Aaron Eckhart como Michael Nantz
- Will Rothhaar como Cabo Lee Imlay
- Ramón Rodríguez como William Martinez
- Cory Hardrict como Jason Lockett
- Gino Anthony Pesi como Cabo Nick Stavrou
- Ne-Yo como Cabo Kevin "Specks" Harris
- James Hiroyuki Liao como  Steven Mottola
- Bridget Moynahan como Michele
- Noel Fisher como Shaun Lenihan
- Adetokumboh M'Cormack como Jibril Adukwu
- Bryce Cass como Hector Rincon
- Michael Peña como Joe Rincon
- Joey King como Kirsten
- Jim Parrack como Tenente-Cabo Peter Kerns